# Hội Quốc tế Y sĩ Việt Nam Tự do
Hội Quốc tế Y sĩ Việt Nam Tự do (HQTYSVNTD) là nơi qui tụ các chuyên viên Việt Nam hoạt động trong các lĩnh vực y khoa, nha khoa và dược khoa trên toàn thế giới. Hội được thành lập năm 1987 nhân cuộc họp mặt hội tụ của 270 y sĩ Việt Nam tại khách sạn Maritime, Montréal vào ngày 25 tháng 7 năm 1987.

## Lịch sử
Hưởng ứng lời kêu gọi "Một Ngày Hội Ngộ" của Hội Y sĩ Việt Nam Canada hẹn gặp nhau tại Montréal, 270 đồng nghiệp từ nhiều quốc gia trên thế giới đến khách sạn Maritime vào ngày 25 tháng 7 năm 1987 dự ngày hội ngộ sau 12 năm kể từ năm 1975.
Nhóm 8 người (1 từ Úc, 2 từ Pháp, 2 từ Canada và 3 từ Hoa Kỳ) họp thảo hiến chương lập hội. Nhu cầu đoàn kết tương thân, khả năng y nghiệp, thăng tiến cộng đồng tị nạn, yểm trợ công cuộc đòi nhân quyền, những điều thiết thân nhất được nêu lên trong bản dự thảo. Ba điều khoản dự thảo được toàn thể hội trường chấp thuận trở thành căn bản cho hiến chương lập hội và khai sinh hội. Ngày hội ở Montréal trở thành Đại hội 1 thành lập Hội Y sĩ Việt Nam Quốc tế.
Đại hội 2, khai mạc ngày 6 tháng 8 năm 1989 tại Anaheim, California. Điều lệ và nội quy được bàn cãi mà không đi đến thỏa thuận. Tuy nhiên hội sau đó thành lập được Hội Y sĩ Việt Nam tại Hoa Kỳ với các cơ cấu lãnh đạo chính thức, với 10 hội y sĩ địa phương và hội tiểu bang.
Đại hội 3, ngày 27-28 tháng 7 năm 1991 tại Palais de Congrès ở Paris. Điều lệ và nội quy được thông qua và Hội Quốc tế Y sĩ Việt Nam Tự do được chính thức khai sinh. Các đồng nghiệp y giới tại Pháp, đồng nghiệp từ Canada, Úc, Mỹ và Âu châu đã đóng góp tích cực đưa Hội Quốc tế Y sĩ Việt Nam Tự do thành một thực thể pháp lý.
Đại hội 4 tại Orlando, Florida năm 1993, phối hợp 3 ngành y, nha, dược. Đại hội quyết định đổi tên đại hội kế tiếp thành Đại hội 1 Quốc tế Y Nha Dược sĩ Việt Nam Tự do. Hội đã lập thêm ba cơ chế: Ủy ban Y tế, Ủy ban Nhân quyền và Ủy ban Giáo dục, lo thực hiện những mục tiêu thời sự. Biểu hiệu Đại hội 4 trở thành biểu hiệu của Hội Quốc tế Y sĩ Việt Nam Tự do.
Đại hội Quốc tế Y Nha Dược sĩ Việt Nam Tự do lần thứ nhất (lần thứ năm của Hội Y sĩ Quốc tế Việt Nam) tổ chức tại San Jose, California ngày 28-30 tháng 7 năm 1995. Sau đại hội này, trụ sở thường trực hội chuyển trở lại Montréal, cho tới ngày nay.